# Károly Lyka
Károly Lyka (n. 4 ianuarie 1869, Pesta -– d. 30 aprilie 1965, Budapesta) a fost un pictor maghiar, critic de artă, profesor și istoric de artă.

## Biografie
Károly Lyka a călătorit la Munchen, unde a studiat pictura la Școala particulară de pictură a lui Simon Hollósy, unde a făcut cunoștință cu Béla Iványi-Grünwald, István Csók, Janos Thorma și István Réti. În anul 1894 a plecat la Roma și Napoli, unde s-a angajat ca publicist în istoria artei și a scris mai multe eseuri. Revenind la Budapesta el a vizitat de mai multe ori colonia Școlii de la Baia Mare, a scris articole și s-a căsătorit. El a fost președintele Societății Szinyei Merse Pál. A primit premiul Kossuth în anul 1952 și 1964.

## Scrieri
- A táblabíróvilág művészete 1922
- Nemzeti romantika 1942
- Magyar művészélet Münchenben (arta maghiară din München) 1951
- Festészeti életünk a millenniumtól az első világháborúig (Pictura noastră între 1896-1914), 1953
- Festészetünk a két világháború közt (pictura noastră între cele două războaie), 1956
- Michelangelo 1957
- Leonardo da Vinci 1958
- Rafaelo, 1959
- Rembrandt, 1962
- Mihály Munkácsy 1964